# Зелёный, Павел Петрович
Павел Петрович Зелёный (21 января 1919, село Холосно, теперь Коростенского района Житомирской области — 12 ноября 1995, город Коростень Житомирской области) — украинский советский деятель, новатор на железнодорожном транспорте, старший машинист тепловоза локомотивного депо станции Коростень Житомирской области. Герой Социалистического Труда (1.08.1959). Депутат Верховного Совета УССР 6-8-го созывов (1965—1975).

## Биография
Родился в крестьянской семье. Окончил сельскую школу.
В 1937 году работал кочегаром в паровозном депо Коростень Юго-Западной железной дороги.
В 1937—1948 годах — в Красной армии, участник Великой Отечественной войны. Служил рядовым, помощником командира взвода.
Член ВКП(б) с 1942 года.
Окончил Лубенскую техническую школу.
В 1948—1974 годах — помощник машиниста, машинист, старший машинист тепловоза локомотивного депо станции Коростень Юго-Западной железной дороги. Выступил инициатором движения за скоростное вождение большегрузных поездов при значительной экономии топлива и масел.
С 1974 года — на пенсии в Коростене Житомирской области.

## Награды
- Герой Социалистического Труда (1.08.1959)
- орден Ленина (1.08.1959)
- орден Октябрьской Революции (4.05.1971)
- орден «Знак Почета»
- орден Отечественной войны 2-й ст. (11.03.1985)
- медали
- знак «Почетный железнодорожник»
- почетный гражданин города Коростеня (1970)